# Waltz số 19 cung La thứ (Chopin)
Bản nhạc Waltz số 19 cung La thứ của Frédéric Chopin, B. 150, KK IVb/11, P. 2/11, là một bản nhạc độc tấu cho piano. Bản nhạc được viết trong khoảng thời gian giữa năm 1843 và năm 1848, và được công bố năm 1860, sau cái chết của nhà soạn nhạc, bởi Jacques Maho. Tại thời điểm này, nó được gán cho Charlotte de Rothschild và được xuất bản tại số 3 trong "Four pieces for piano". Bộ sưu tập này cũng bao gồm Nocturne cung Đô thứ, B. 108 của Chopin.  Mãi đến năm 1955, 95 năm sau lần xuất bản đầu tiên, người ta mới công nhận tác giả là Chopin.

## Cấu trúc
Bản nhạc có một phần rondo duy nhất với nhịp độ allegretto. Trong số những tác phẩm của Chopin, đây là bản waltz ngắn nhất, ít tham vọng và ít kỹ thuật nhất.

## Phân tích
Tác phẩm thể hiện một nỗi buồn sâu nặng, trong khi kèm theo một vài gợi ý về hạnh phúc và hy vọng.
Giai điệu đầu tiên đơn giản nhưng hiệu quả, chuyển tải một bức chân dung buồn, với một vài yếu tố trang trí
Giai điệu thứ hai thú vị và có sức sống hơn, với một arpeggio tăng dần hoạt bát, mặc dù nó vẫn ẩn chứa một nỗi buồn nhất định.
Khoảng nửa chừng, có một biến tấu thành La trưởng, có giai điệu vui vẻ và hạnh phúc. Tác phẩm kết thúc với chủ đề chính, theo sau bởi một coda ngắn.